# Квартет (филм из 2012)
Квартет (енгл. Quartet) је енглеска филмска драма са елементима комедије, снимљена 2012. године. Ово је редитељски деби америчког глумца Дастина Хофмана. У главној улози је британска глумица Меги Смит. Први пут после четрдесет година и филма Путовања са мојом тетком, Смитова се нашла сама на постеру за неки филм.

## Пријем филма
Смитова је за своје извођење била у конкуренцији за Златни глобус за најбољу главну глумицу. Хофман је за режију добио награду на филмским фестивалима у Холивуду и Чикагу, а био је номинован и за награду Давид ди Донатело, коју додељује Италијанска академија за филм. Са малим буџетом и зарадом од 18 милиона долара у Сједињеним Државама и 38 милиона у остатку света, овај филм је био комерцијални хит.

## Радња
Прича прати животе оперских певача у пензији, који живе у дворцу претвореном у дом за стара лица. Главни у групи су Вилф, Реџ и Сиси, некадашње колеге и пријатељи. Када им се придружи легендарна Џин Хортон, која је са њима некада изводила чувени Риголето, долази до првих озбиљних проблема. Осим што не жели да пева, сматрајући да се певањем могу бавати само млади, Џин још увек гаји љубав према Реџу, кога је пре много година дубоко повредила, а све то компликује живот мале заједнице и избацује га из свакодневне колотечине.

## Главне улоге
| Глумац       | Улога                |
| ------------ | -------------------- |
| Меги Смит    | Џин Хортон           |
| Том Кортни   | Реџиналд „Реџ“ Паџет |
| Полин Колинс | Сиси Робсон          |
| Били Коноли  | Вилфред „Вилф“ Бонд  |
| Мајкл Гембон | Сидрик               |
| Шеридан Смит | Луси                 |